# 九寨沟长海子
九寨沟长海子是一个位于中国四川省阿坝藏族羌族自治州的淡水湖，面积约为1.27平方千米，属于云贵高原区。它的一级流域为长江流域，二级流域为长江干流水系。